# Мбому (река)
Мбо́му или Бо́му (фр. Mbomou, Bomu) — река в Центральной Африке. Длина реки Мбому — 800 километров. Площадь бассейна реки — 120 тысяч км².
Носит название «Мбому» в Центральноафриканской Республике, и название «Бому» — в Демократической Республике Конго.

## География

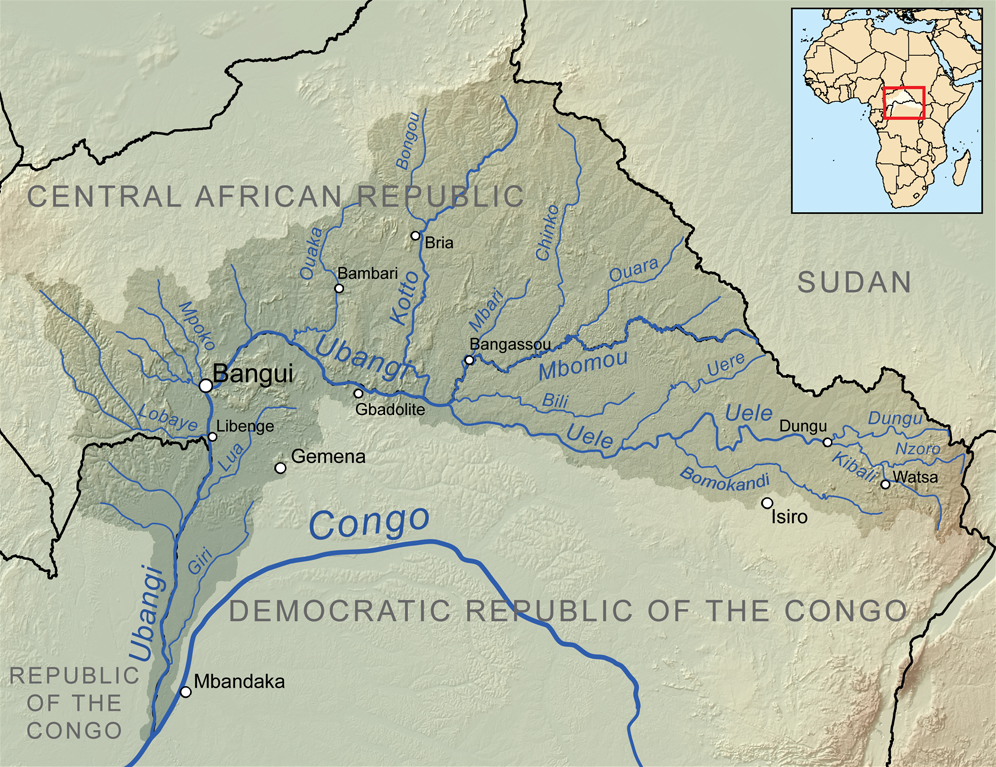

Река Мбому на большей части своего течения является государственной границей между Центральноафриканской республикой и Демократической Республикой Конго.
Правыми притоками Мбому, со стороны ЦАР, являются реки Шинко, Уара, Кере, Мбоку. Левым притоком, со стороны Конго — река Аса. При слиянии Мбому в районе города Камба с рекой Уэле образуется река Убанги, один из крупнейших притоков реки Конго. По названию реки именованы 2 провинции ЦАР — Мбому и Верхнее Мбому. На конголезской стороне реки к ней примыкают 2 обширных природоохранных резервата Западная Бому и Восточная Бому.